# Festung Kamerlengo
Die Festung Kamerlengo (kroatisch Gradina Kamerlengo, Kula Kamerlengo und Kaštel Kamerlengo) ist eine Burg und Festung in Trogir, Kroatien. Sie wurde im 15. Jahrhundert zur Zeit der Republik Venedig gebaut.

## Geschichte

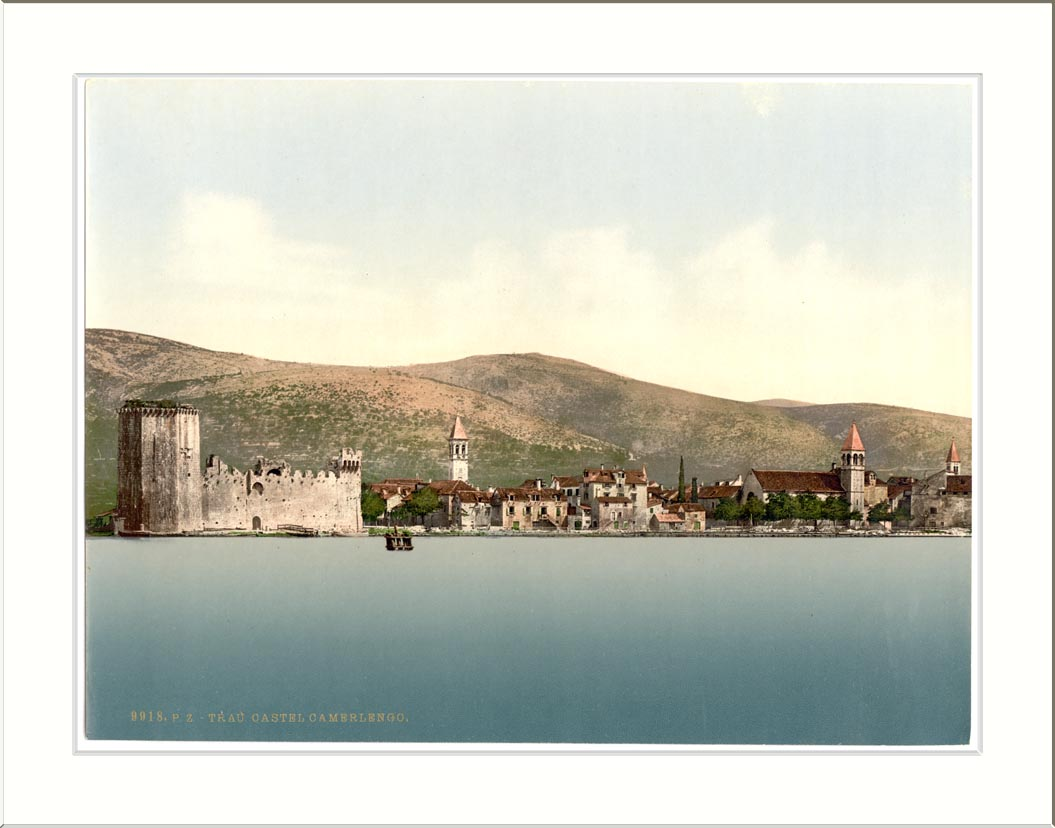
Historische Ansicht der Festung

Die Festung wurde bald nach der Übernahme der Stadt durch die Republik Venedig im Jahre 1420 von Bürgermeister Marin Radojev nach den Plänen des venezianischen Militäringenieurs Pincino da Bergamo errichtet. Sie ist Teil der Erweiterungen des Veriga Turms (Tower of chains), der an derselben Stelle 1380 errichtet worden war.
Die Außenwände waren einst mit den Wappen von Pietro Loredan, einem venezianischen Admiral, des Dogen Francesco Foscari und von Trogirs Fürst Magdaleno Contarini verziert.
Ursprünglich war die Festung von einem Graben umgeben und auf der Nord- und Ostseite unterstützte ein großer Wall die Verteidigung der Burg. Der Haupteingang auf der Nordseite hatte eine Zugbrücke. Der Burgherr und seine Mannschaft lebten in Häusern auf dem Burghof. Sie wurden im 19. Jahrhundert zusammen mit der Kapelle des Heiligen Markus zerstört.

## Wortbedeutung und Nutzung
Das Wort kamerlengo (italienisch camerlengo) bezieht sich auf den Titel des Kammerherren, eines Venezianischen Verwaltungsbeamten.
Das Gebäudeensemble wird im Sommer für Veranstaltungen benutzt.

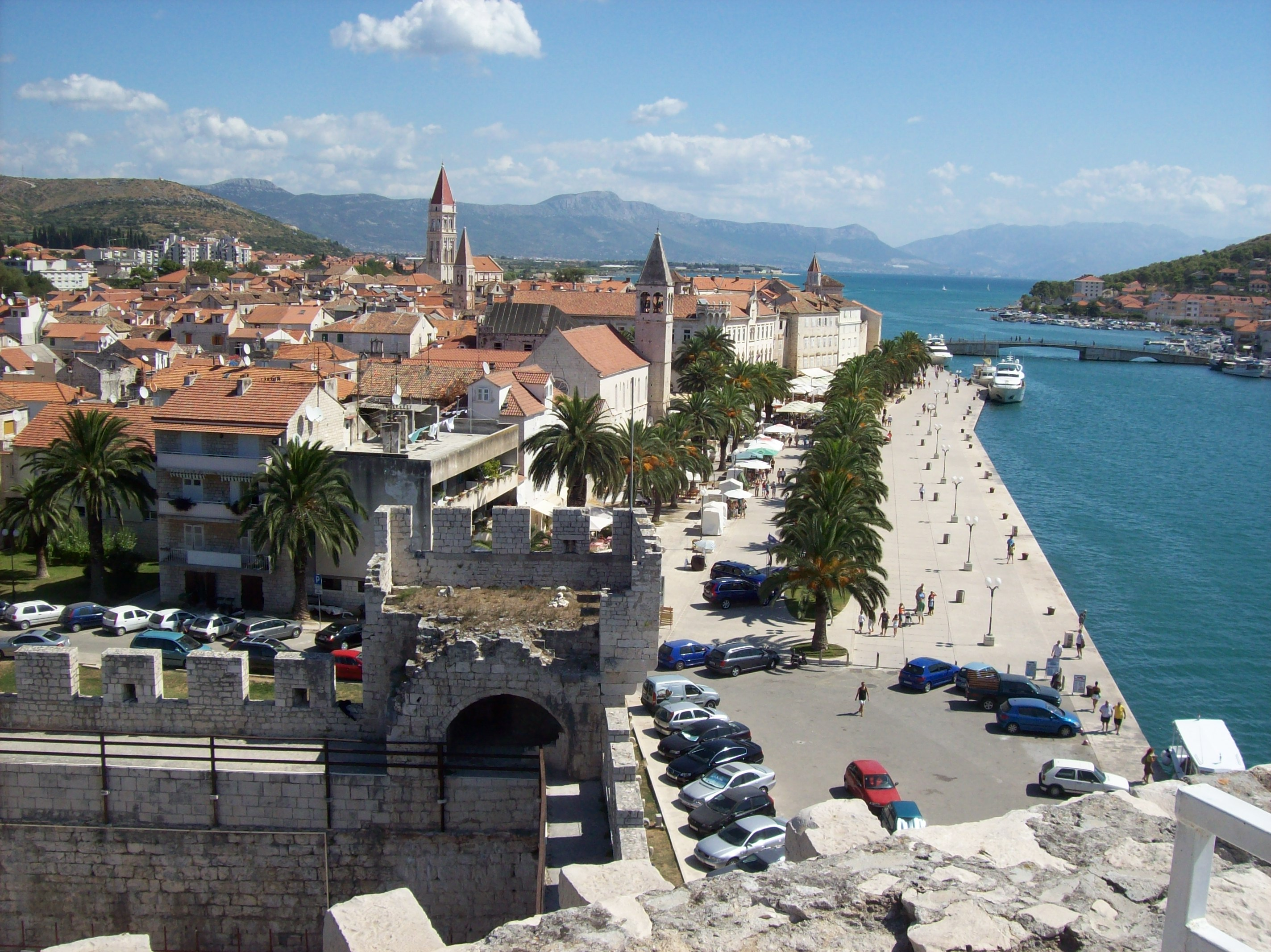
Blick von der Burg auf die Uferpromenade
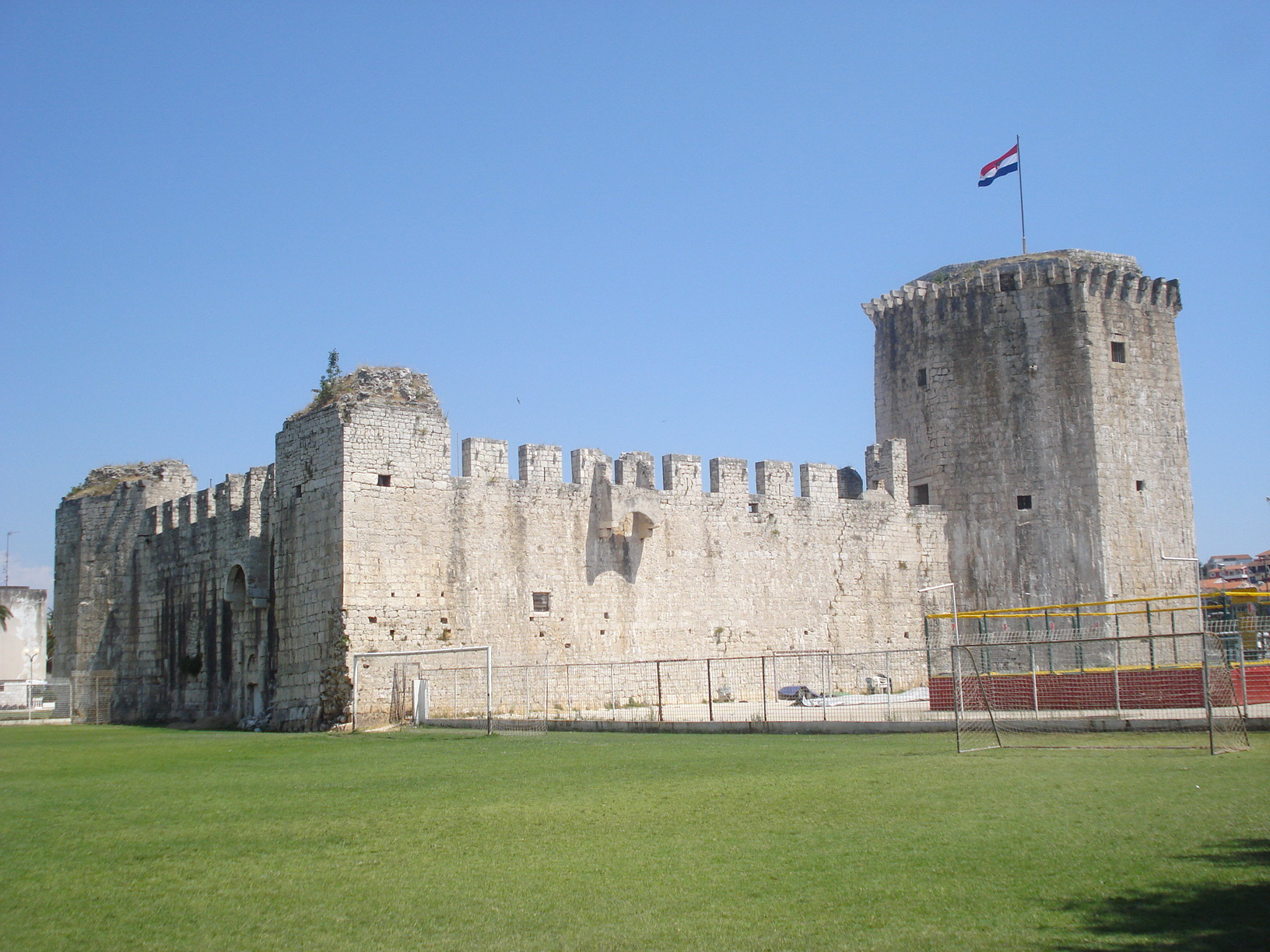
Linke Seite der Burg
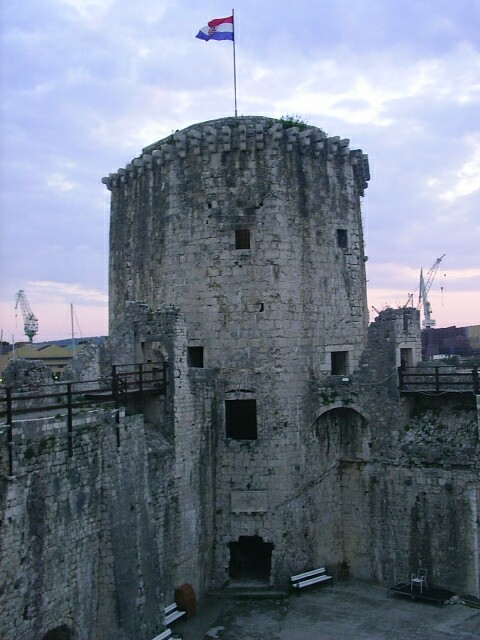
Ansicht vom Inneren
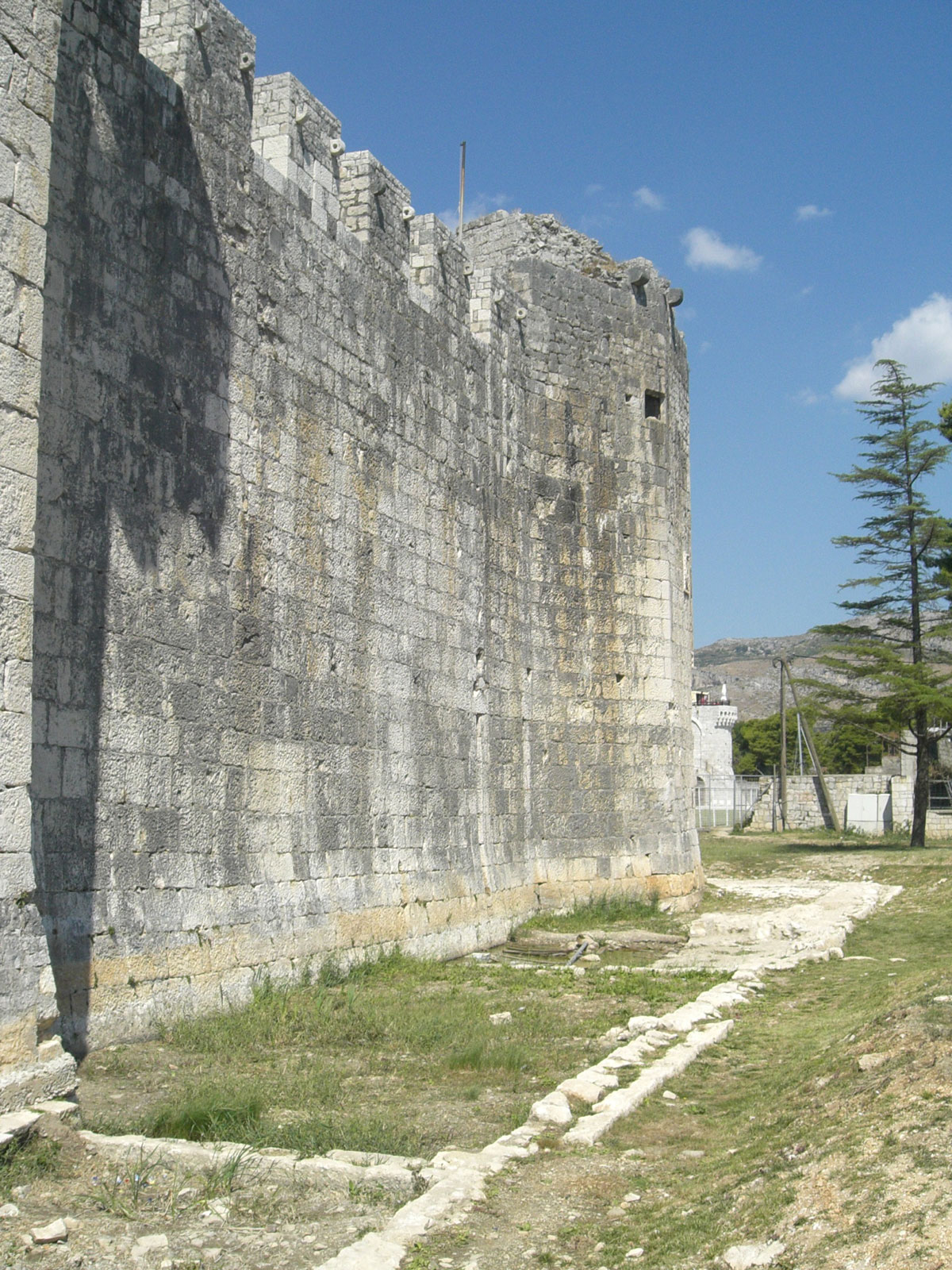
Östliche Mauern der Burg